# 崔鄲
崔 鄲（さい たん、780年 - 850年）は、唐代の官僚・政治家。字は晋封。本貫は貝州武城県。

## 経歴
貞元19年（803年）、進士に及第した。秘書省正字に任じられ、渭南県尉として出向した。監察御史に累進した。三度異動して考功郎中となった。大和3年（829年）、本官のまま翰林学士をつとめ、中書舎人に転じた。大和6年（832年）、翰林学士から退任した。大和8年（834年）、工部侍郎・集賢院大学士となった。兵部侍郎・知礼部貢挙をつとめた。開成元年（836年）、兵部侍郎のまま知吏部選補をつとめた。まもなく吏部侍郎に転じた。
開成2年（837年）、崔鄲は宣州刺史・兼御史中丞・宣歙観察使として出向した。開成4年（839年）、入朝して太常寺卿となった。7月、本官のまま同中書門下平章事（宰相）となった。ほどなく中書侍郎・銀青光禄大夫を加えられた。会昌元年（841年）、宰相を退任し、剣南西川節度使として出向した。会昌6年（846年）、検校尚書右僕射となった。ほどなく検校司空・淮南節度使に転じた。大中4年（850年）、死去した。享年は71。司徒の位を追贈された。

## 家族
- 曾祖父：崔綜
- 祖父：崔佶
- 父：崔陲[7][1]
- 兄：崔邠・崔酆・崔郾・崔郇・崔邯・崔鄯[8]
- 弟：崔鄜
- 妻：盧逷の次女
- 子：崔璞・崔璬

## 伝記資料
- 『旧唐書』巻155 列伝第105
- 『新唐書』巻163 列伝第88
- 唐故淮南節度副大使知節度事管内営田観察処置等使金紫光禄大夫検校司空兼揚州大都督府長史御史大夫上柱国清河郡開国公食邑二千戸贈司徒崔公墓誌銘并序（崔鄲墓誌）